# Бердыев, Николай Владимирович
Николай Владимирович Бердыев (укр. Микола Володимирович Бердиєв; 19 декабря 1922, Полторацк — 15 августа 1989, Киев) — советский трубач, педагог, композитор, профессор Киевской государственной консерватории им. П. И. Чайковского.Заслуженный артист Украинской ССР.

## Биография
Родился 19 декабря 1922 года в городе Полторацке (ныне Ашхабад, Туркменистан). Начальное музыкальное образование получил в детстве — был воспитанником военного духового оркестра. Музыкальное профессиональное обучение начал в Московском музыкальном училище в котором учился с 1938 по 1940 год. Первым профессиональным учителем по классу трубы у Николая Бердыева был известный трубач, педагог, солист симфонического оркестра Большого театра СССР Иван Василевский, более 30-ти лет исполнявший партию первой трубы в оркестре театра. После переезда в Киев в 1941 году Николай Бердыев заканчивает Киевское музыкальное училище. В годы второй мировой войны Бердыев проходил службу в различных воинских частях, но военный дирижер Маркус добился его перевода в духовой оркестр, которым руководил. После войны М. Бердиев учился в Киевской консерватории в классе выдающегося профессора основателя киевской школы игры на трубе В. М. Яблонского.
C 1948 года Николай Владимирович Бердыев начинает работать преподавателем по классу трубы в Киевском музыкальном училище им. Р. М. Глиэра, а с 1949 он ассистент профессора В. М. Яблонского в Киевской государственной консерватории имени П. И. Чайковского. Работая солистом симфонического оркестра Киевского театра оперы и балета, с 1944 по 1972 год, преподавателем музыкального училища и консерватории, Н. Бердиев много времени уделяет сольному исполнительству и представляет украинскую исполнительскую школу игры на трубы не только в СССР, но и за рубежом .

## Исполнительская деятельность
На Всемирном фестивале молодежи и студентов в Берлине 1951 году Николай Бердиев становится Лауреатом II премии. В Советском Союзе он пытается составить конкуренцию выдающемуся русскому мастеру игры на трубе Тимофею Докшицеру — записи Н. Бердиева и Т. Докшицера транслировались по радио по всей территории Советскому Союзу. В фондах Украинского радио хранятся записи в исполнении Бердыева произведений Аренского, Пескина, Дремлюги и других композиторов. Исполнительское мастерство талантливого музыканта вызвала одобрительные отзывы выдающихся музыкантов и композиторов того времени. Вот что писал о исполнительское мастерство Бердыева народный артист СССР Г.И. Майборода: «Слушаешь его игру и кажется, что не существует ни технических трудностей, ни границ музыкальной выразительности. Чрезвычайно богатый, красивый тембр звука, который он извлекает из трубы, заставляет вспоминать таких прекрасных мастеров, как Полянский, Юрьев и других». Жизнь и труд Н. Бердыева на Украине тесно связаны с украинской музыкой и творчеством известных украинских композиторов. Благодаря ему путевку в жизнь получили многие произведения украинских композиторов, а именно — Дремлюга, Гомоляко, Колодуб и других .

## Композиторская деятельность
Благодаря тесной связи с украинского композиторской школой Бердыев стал не только постоянным исполнителем новых произведений, но и творцом своих произведений для трубы. Композиторское мастерство Николай Владимирович получил в классе Георгия Майбороды. На создание своих музыкальных произведений Бердыева всегда вдохновляла украинских напевность, её проникновенная задушевность. В его лирических произведениях — «Элегия», «Романс», в многочисленных концертах для трубы ярко выраженная украинская народная музыкальная орнаментика. Среди самых известных произведений крупной формы — 1-й, 2-й и 3-й концерты для трубы. Произведения, чрезвычайно технически сложные, которые в полной мере представляют звуковые, динамические и технические возможности современной трубы. Уверенно вошли в концертный репертуар современных симфонических исполнителей такие его произведения на трубе, как «Романс», «Элегия», «Поэма и Скерцо», романсы для голоса, детские миниатюры, сборки ансамблей. Большое значение в методике преподавания игры на трубе не только на Украине, но и за рубежом имеют его сборники этюдов. Произведения Бердыева обогатили концертный репертуар трубачей не только Украины, но и других стран. Сейчас они включены в программы многих конкурсов исполнителей на медных духовых инструментах .

## Педагогическая деятельность
Параллельно с исполнительской и композиторской деятельностью Николай Владимирович интенсивно и очень плодотворно ведет педагогическую работу. Его педагогический стаж насчитывает более 40 лет. В своей педагогической деятельности Николай Владимирович много внимания уделял технике исполнения, особенно культуре звучания. В классе всегда царила атмосфера доброжелательности, внимания, чувствительности, сердечности и большой профессиональной требовательности. Когда у ученика появлялись какие-то профессиональные проблемы, Николай Владимирович никогда не отказывал в помощи.
Н. В. Бердыев находился в состоянии постоянных поисков. Он был одним из первых среди духовиков, которые начали работу над современными школами игры на трубе — Шлёзберга, Маджио, Стэмп. Изучал этот материал, испытывал его на себе, отбирал самое интересное для себя и своих учеников. «Я заряжаю вас знаниями, как пушку. Посмотрим, кто из вас выстрелит…». И действительно, многие из учеников Н. В. Бердыева со временем «выстрелили». Он воспитал целую плеяду музыкантов: С. Остапенко. А. Чуприна, К. Немечек, О. Кобець, Ю. Блинов, Г. Фесюк, А. Погрибний, О. Гуцал, Ю. Кафельников и другие. Его ученик, солист симфонического оркестра Национального театра оперы и балета Украины, доцент Национальной музыкальной академии Украины им. П. И. Чайковского Александр Чуприна пишет о своём учителе: «Впервые в жизни я услышал игру Н. Бердыева в 1969 году. В Киевском театре оперы и балета им. Т. Г. Шевченко, шел спектакль балета П. И. Чайковского «Лебединое озеро». Я был очарован звучанием оркестра и впечатлен игрой отдельных исполнителей. Особенно мне понравилось бархатное соло трубы. Потом я узнал, что партию трубы исполнял Заслуженный артист Украины Н. Бердыев. Игра этого мастера мне запомнилась на всю жизнь. На протяжении всей моей пути музыканта я благодарю судьбу, что свела меня с этим талантливым исполнителем и учителем».

## Награды
- орден «Знак Почёта» (24.11.1960)

На Всемирном фестивале молодежи и студентов в Берлине в 1951 году Николай Бердыев становится Лауреатом II премии. В 1969 году, за многолетнюю плодотворную творческую деятельность, Николаю Бердыеву присвоено звание Заслуженного артиста Украинской ССР. Он первым из украинских трубачей стал членом Международной гильдии трубачей.

## Память
Умер 15 августа 1989 года. Похоронен в Киеве на Байковом кладбище.
В Москве с 2007 года проходит ежегодный Открытый фестиваль юных исполнителей на трубе имени Н. В. Бердыева, организованный учеником Николая Владимировича Бердыева, Заслуженным артистом России Сергеем Остапенко и проводимый ГБОУДОД г. Москвы «Детская музыкальная школа имени Э. Г. Гилельса», Международным благотворительным фондом «Дети и Музыка» и Управой района «Нагорный».